# András Pándy
András Pándy (Txop, Transcarpàcia 1 de juny de 1927 - Brugge 23 de desembre de 2013) va ser un assassí en sèrie belga d'ascendència ètnica hongaresa. Fou condemnat a cadena perpètua per l'assassinat de les seves dues esposes i quatre fills, després de ser arrestat quan la seva filla, Agnés, amb qui va tenir una relació incestuosa de molts anys, va confessar haver participat en almenys cinc dels assassinats. A més, en una de les seves cases foren trobades les restes òssies desconegudes de set dones més i un home. Era clergue i la premsa belga el titllà Pare Barba Blava. Va morir a l'infermeria de la presó de Brugge el 23 de desembre de 2013.

## Orígens
Va néixer a Txop, Transcarpàcia (actualment a Ucraïna però aleshores a Txecoslovàquia), vora de la frontera amb Hongria. Membre de la minoria hongaresa de Txecoslovàquia, el 17 de setembre de 1956 es va casar amb la seva primera esposa, Ilona Sőrés. Després del fracàs de la aixecament de Budapest van fugir d'Hongria cap a Basilea (Suïssa), on va estudiar teologia. El 28 de gener de 1958 a Ixelles va néixer la seva filla Agnès. El 1959 es va instal·lar com a pastor protestant a Brussel·les. Els seus fills Dániel i Zoltán van néixer el 1961 i 1966, respectivament. El 20 de novembre 1967,, la parella es va divorciar quan Pándy va acusar Ilona d'infidelitat. Va marxar de la casa amb els seus fills, però deixant a la seva filla darrere, que aviat es va convertir en la víctima d'una relació incestuosa amb el seu pare.

## Segon matrimoni i intent d'incest
A principis de la dècada de 1970, va començar a festejar altres dones a través de serveis de cites, sovint donant-los un nom fals i descripció de treball, usant el lema "Europa de lluna de mel" en els anuncis. El 1979 va visitar Hongria de nou, i va conèixer a la seva segona esposa, Edit Fintor, una dona casada i amb tres fills, Timea Konczol (1964), Aniko Agh (1971) i Zsuzsanna Agh (1972). La va seduir i es va escapolir amb Pándy a Bèlgica. El 7 de març de 1979 es van casar.
El 1984 va començar la seva segona relació incestuosa amb la seva fillastra, Tímea. Ágnes, en un atac de gelosia, va tractar de bastonejar Tímea per matar-la com als altres, però la va sorprendre i la va detenir. Tímea va fugir de la casa, i més tard va emigrar al Canadà.

## Desaparicions
Les desaparicions van començar el 1986: primer, la seva esposa Edit i la seva llavors filla de 13 anys, Andrea. Pándy va afirmar que Edit va fugir amb el seu amant a Alemanya. El 1988 la seva exesposa Ilona i els seus fills van desaparèixer. Pándy primer va afirmar que es van mudar a França, més tard va afirmar que eren a Sud-amèrica. Finalment el 1990, després d'enviar a Ágnes de vacances amb els seus fills, Tünde va desaparèixer. Pándy va afirmar més endavant que ell la va fer fora de la casa.

## Confessió d'Ágnes i detenció
Ágnes va denunciar al seu pare el 1992 per abús sexual. Pándy va ser arrestat el 16 d'octubre de 1997-coincidint la mateixa data que la "Marxa Blanca", una gran manifestació per a les víctimes d'un altre assassí en sèrie belga, Marc Dutroux, que havia abusat sexualment i va matar algunes noies de Charleroi uns anys abans. El novembre de 1997 Ágnes es va lliurar a la policia, confessant els assassinats dels familiars desapareguts. Segons ella, era l'única responsable de l'assassinat de la seva mare Ilona, i havia participar en l'assassinat de Dániel, Zoltán i Andrea. (Ella es va negar a esmentar el cas de Tünde). El modus operandi presentat per ella era, en dos casos, l'assassinat amb una arma de foc, i el trauma en el cap causat per un objecte contundent pesant. Els cadàvers van ser després esquarterats, en part dissolts en àcid al soterrani, i en part portats a un escorxador local.
El cas va rebre cobertura dels mitjans a tot el món, sobretot després de la reacció sense expressió de Pándy al seu entorn. Pándy va ser condemnat a cadena perpètua. Va morir als 86 anys a l'infermeria de la presó.